# G2-многообразие
{\displaystyle G_{2}}-многообразие — семимерное риманово многообразие с группой голономий {\displaystyle G_{2}} или её подгруппой.
Они имеют важное значение в теории струн, в частности в М-теории.
{\displaystyle G_{2}}-многообразия имеют нулевую кривизну Риччи, ориентируемы и обладают спинорной структурой.

## Геометрия
Геометрия {\displaystyle G_{2}}-многообразий тесно связана с семимерным векторным произведением: именно, это семимерные римановы многообразия, на каждом касательном пространстве к которому имеется векторное произведение, и как тензорное поле оно сохраняется связностью Леви-Чивиты (тем самым само семимерное евклидово пространство с векторным произведением является простейшим примером {\displaystyle G_{2}}-многообразия). Это условие означает, что голономия такой метрики лежит в группе {\displaystyle G_{2}}: параллельные переносы сохраняют векторное произведение, а группа автоморфизмов такого произведения есть в точности {\displaystyle G_{2}}. С другой стороны, если имеется метрика с такой голономией, то теория представлений группы {\displaystyle G_{2}} помогает видеть, что в пространстве кососимметрических тензоров типа {\displaystyle (2,1)} имеется выделенное параллельное одномерное подрасслоение. Его сечение постоянной длины и есть поле семимерных векторных произведений.
Опусканием индексов по метрике из векторного произведения можно получить 3-форму, обыкновенно обозначаемую {\displaystyle \phi } или {\displaystyle \rho }. Поскольку она параллельна относительно связности без кручения (а именно связности Леви-Чивиты), она замкнута. Двойственная ей по Ходжу 4-форма также параллельна и замкнута, так что она вдобавок гармонична. Общая 3-форма на семимерном пространстве имеет стабилизатор {\displaystyle G_{2}}, так что {\displaystyle G_{2}}-многообразия допускают определение в терминах нигде не вырожденной замкнутой 3-формы. Это сближает их с симплектическими многообразиями (многообразиями с нигде не вырожденной замкнутой 2-формой), однако важно понимать, что 3-форма в семимерном пространстве определяет метрику, а 2-форма не определяет метрики никогда.
Тем не менее, важное понятие симплектической геометрии — понятие лагранжева подмногообразия, то есть подмногообразия половинной размерности такого, что 2-форма ограничивается на него тождественным нулём — отчасти переносится на {\displaystyle G_{2}}-многообразие. Именно, трехмерное подмногообразие называется ассоциативным, если 4-форма {\displaystyle \star \rho } зануляется при подставлении в него любых трёх касательных полей к этому подмногообразию (или, что то же самое, 3-форма {\displaystyle \rho } ограничивается на него как форма трёхмерного риманова объёма). Четырёхмерное же подмногообразие называется коассоциативным, если 3-форма {\displaystyle \rho } ограничивается на него тождественным нулём (эквивалентно, 4-форма {\displaystyle \rho } ограничивается на него как форма четырёхмерного риманова объёма). Эти названия объясняются своими альтернативными определениямм через векторное произведение: ассоциативное подпространство в {\displaystyle \mathbb {R} ^{7}} есть трёхмерное подпространство, замкнутое относительно векторного произведения (или же, если учесть, что семимерное векторное произведение получаетя из умножения мнимых октав, как мнимые кватернионы в мнимых октавах для какого-нибудь вложения алгебр {\displaystyle \mathbb {H} \hookrightarrow \mathbb {O} }). Коассоциативные подпространства суть в точности ортогональные дополнения ассоциативных, или же подпространства, в которых векторное произведение любых двух векторов перпендикулярно этому подпространству.
Другая аналогия, более употребительная между физиков, сравнивает ассоциативные многообразия с комплексными кривыми в трёхмерных многообразиях Калаби — Яу, а коассоциативные — со специальными лагранжевыми подмногообразиями. И действительно: декартово произведение трёхмерного многообразия Калаби — Яу с риччи-плоской метрикой на окружность есть семимерное многообразие с голономией {\displaystyle \mathrm {SU} (3)\subset G_{2}}. При этом произведения комплексных кривых, лежащих в этом многообразии, на окружность являются ассоциативными, а специальных лагранжевых подмногообразий — коассоциативными.
Примечательное свойство семимерного векторного произведения, сближающее его с трёхмерным, состоит в том, что если {\displaystyle u} — единичный вектор, то для любого перпендикулярного вектора {\displaystyle x} имеем {\displaystyle (x\times u)\times u=-x}. Иначе говоря, векторное умножение на единичную нормаль является эндоморфизмом гиперплоскости, возводящимся в квадрат как умножение на {\displaystyle -1}, то есть попросту комплексная структура. Тем самым, в {\displaystyle G_{2}}-многообразии всякая ориентируемая гиперповерхность имеет естественную почти комплексную структуру, которая аналогична структуре римановой поверхности на ориентируемой поверхности в {\displaystyle \mathbb {R} ^{3}}. Это явление, применительно к семимерному евклидову пространству, открыл Калаби (ещё до введения общих {\displaystyle G_{2}}-многообразий). Вместе с тем, в отличие от трёхмерного случая, такая структура крайне редко бывает интегрируемой (сиречь допускающей аналитический атлас из областей комплексного пространства {\displaystyle \mathbb {C} ^{3}}): например, в случае евклидова пространства критерий Калаби утверждает, что эта почти комплексная структура интегрируема тогда и только тогда, когда оператор Вейнгартена гиперповерхности имеет собственные числа {\displaystyle \lambda ,\mu ,\nu ,-\lambda ,-\mu ,-\nu }. В частности, эта гиперповерхность должна быть минимальной. Например, стандартная почти комплексная структура на сфере получается как почти комплексная структура Калаби для единичной сферы {\displaystyle S^{6}\subset \mathbb {R} ^{7}}. Наличие на шестимерной сфере интегрируемой почти комплексной структуры является чрезвычайно трудной задачей (известной как гипотеза Черна), касательно статуса которой мнения виднейших геометров далеки от единодушия. Вместе с тем, такие почти комплексные многообразия, как единичная сфера, также имеют интерес для дифференциальной геометрии: они составляют класс т. н. «приблизительно кэлеровых многообразий» (англ. nearly Kähler manifold — точный перевод на русский пока что не устоялся), то есть почти эрмитовых многообразий, ковариантная производная стандартной 2-формы относительно связности Леви-Чивиты на коих является вполне кососимметричной. Метрический конус над вещественно шестимерным приблизительно кэлеровым многообразием является {\displaystyle G_{2}}-многообразием, и обратно, фактор конически симметричного {\displaystyle G_{2}}-многообразия (то есть допускающего действие мультипликативной группы {\displaystyle \mathbb {R} _{\geqslant 0}} гомотетиями) является естественным образом приблизительно кэлеровым.

## История
Теорема Берже — Саймонса, доказанная в 1955 году, утверждает, что группа голономии компактного риманова многообразия, не являющегося локально симметрическим, действует транзитивно на единичных касательных векторах. Список таких групп, приведённый Берже, включал в себя как группы, которые к тому времени были известны как группы голономии классических геометрий (например {\displaystyle \mathrm {SO} (n)}, группа голономии общего риманова многообразия, или {\displaystyle \mathrm {U} (n)}, группа голономии кэлеровых многообразий), так и такие, которые, как впоследствии выяснилось, могут быть группами голономии только у локально симметрических многообразий (такая как спинорная группа {\displaystyle \mathrm {Spin} (16)}, которая была исключена из списка Берже Алексеевским). Как считалось долгое время, группа {\displaystyle G_{2}}, действующая на семимерном пространстве мнимых октав, также не может быть группой голономии не локально симметрического многообразия, и усилия геометров 1960-х — 1980-х годов были направлены к доказательству этого.
Бонан доказал в 1966 году, что {\displaystyle G_{2}}-многообразие допускает параллельные 3-форму и 4-форму, двойственные друг другу при помощи звёздочки Ходжа. В его время, однако, никаких примеров многообразий, группа голономии которых равнялась бы {\displaystyle G_{2}}.
Первый пример такой метрики на области в {\displaystyle \mathbb {R} ^{7}} был построен Робертом Брайантом в 1987 году.
В 1989 году Брайант и Саламон построили {\displaystyle G_{2}}-метрики на полных, но некомпактных многообразиях: спинорном расслоении над трёхмерным многообразием постоянной секционной кривизны, и на расслоении антисамодвойственных форм над четырёхмерным эйнштейновым многообразием c самодвойственным тензором Вейля (например четырёхмерной сфере с круглой метрикой или комплексной проективной плоскости с метрикой Фубини — Штуди).
Они отчасти аналогичны симплектической структуре на тотальном пространстве кокасательного расслоения (точнее, канонической гиперкэлеровой метрикена голоморфном касательном расслоении к кэлерову многообразию, которая в то время ещё не была известна и будет открыта в 1990-х Файкс и Калединым).
Эти частичные результаты считались подтверждениями того, что на компактном многообразии такие метрики невозможны.
В 1994 году, однако, это мнение было опровергнуто: Джойс построил несколько примеров компактных многообразий с группой голономии {\displaystyle G_{2}}, найдя способ аналитически разрешать особенности у фактора семимерного тора по конечной группе. В 1998 году Маклин изучил деформации коассоциативных и ассоциативных подмногообразий в замкнутых {\displaystyle G_{2}}-многообразиях, в частности, установил, что деформации коассоциативных многообразий описываются в терминах их внутренней геометрии, в то время как ассоциативные многообразия обладают теорией деформаций, описываемой некоторым оператором Дирака, зависящим от вложения в объемлющее пространство, и обыкновенно являются жёсткими. В 2000-х годах была изобретена конструкция скрученной связной суммы Ковалёва, позволяющая строить {\displaystyle G_{2}}-многообразия из пары трёхмерных многообразий Фано с некоторыми условиями совместимости. Расслоения на {\displaystyle G_{2}}-многообразиях, слои которых коассоциативны (в частности, имеют, как предсказано Маклином, достаточно много деформаций), впервые были построены при помощи такой конструкции, и называются иногда «пучками Ковалёва-Лефшеца» (например, у Дональдсона) по аналогии с расслоениями на эллиптические кривые на K3-поверхностях, исторически называвшиеся «пучками Лефшеца». Обобщение конструкции Ковалёва позволило получить {\displaystyle G_{2}}-структуры на десятках тысяч попарно недиффеоморфных компактных многообразий. Кроме того, в этих обобщениях были получены многообразия с ассоциативными подмногообразиями.
Интересная новая связь геометрии {\displaystyle G_{2}}-многообразий с комплексной геометрией была установлена в 2011 году Вербицким: пространство узлов в {\displaystyle G_{2}}-многообразии является (бесконечномерным) формально кэлеровым многообразием (иными словами, оно хоть и не допускает локальных карт со значениями в комплексном пространстве Фреше с комплексно аналитическими функциями переклейки, но линейно-алгебраическое препятствие к наличию таких карт, тензор Нейенхёйса, на них зануляется; в конечномерном случае, заметим, этого достаточно для наличия комплексно аналитического атласа).